# Università di Dicle
L'Dicle Üniversitesi (Università di Dicle) è un'università pubblica situata ad Diyarbakır, in Turchia.

## Facoltà
Le facoltà sono:
- Scuola di Medicina
- Facoltà di Odontoiatria
- Facoltà di Farmacia
- Facoltà di Architettura
- Facoltà di Medicina Veterinaria

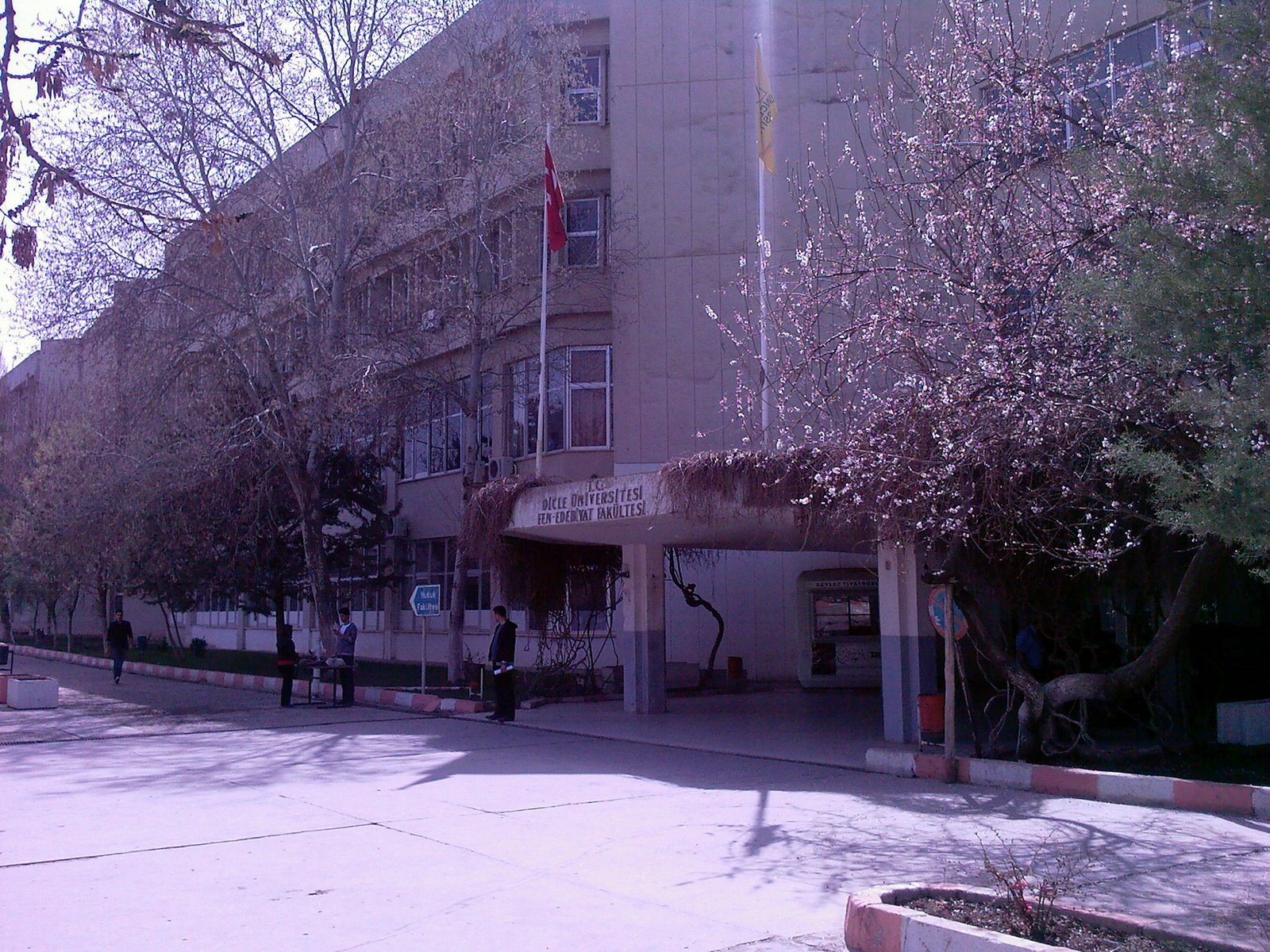
Facoltà di Scienze

- Facoltà di Scienze economiche e amministrative
- Facoltà di legge
- Facoltà di Scienze
- Facoltà di ingegneria
- Facoltà di comunicazione
- Facoltà di Ziya Gökalp Formazione scolastica
- Facoltà di Arte E Progetto
- Facoltà di Teologia
- Facoltà di Agricoltura
- Facoltà di Letteratura